# Ес (насеље)
Ес (фр. Esse) је насељено место у Француској у региону Поату-Шарант, у департману Шарант.
По подацима из 2011. године у општини је живело 487 становника, а густина насељености је износила 16,04 становника/km².

## Демографија
| 1962. | 1968. | 1975. | 1982. | 1990. | 2011. |
| ----- | ----- | ----- | ----- | ----- | ----- |
| 531   | 473   | 427   | 466   | 503   | 487   |